# ميشال سميد
ميشال سميد (بالتشيكية: Michal Šmíd)‏ هو لاعب كرة قدم تشيكي في مركز الدفاع، ولد في 20 أكتوبر 1986 في براغ في جمهورية التشيك. لعب مع بوهيميانز 1905.

## وصلات خارجية
- ميشال سميد على موقع قاعدة بيانات كرة القدم.إي يو (الإنجليزية)
- ميشال سميد على موقع Soccerway.com (الإنجليزية)